# Quarta-feira Santa

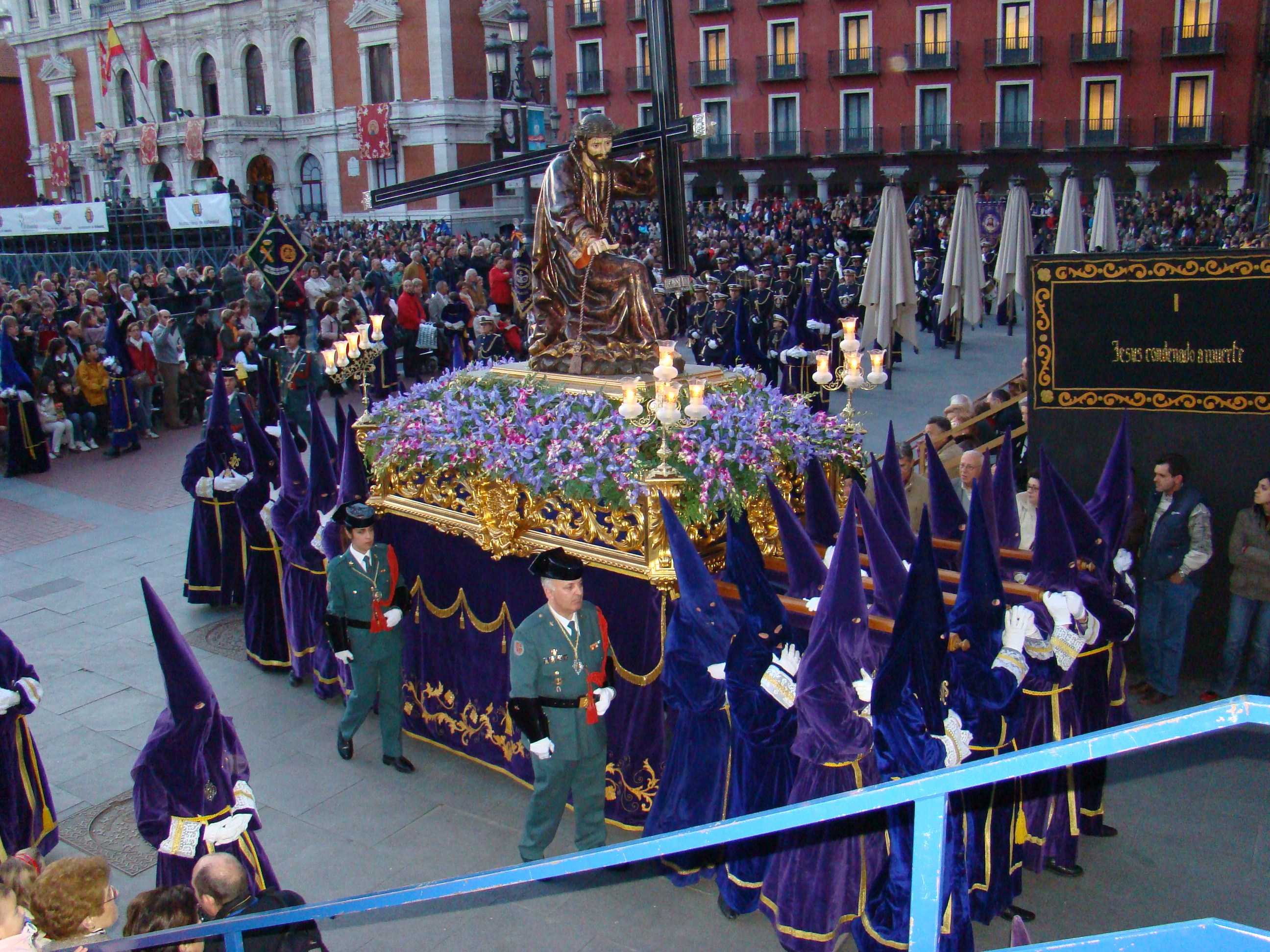
Procissão da Quarta-feira Santa em Valladolid, Espanha.

Quarta-feira Santa, Grande e Sagrada Quarta-feira ou, tradicionalmente, Quarta-feira de Trevas é a quarta-feira que antecede a celebração da morte e ressurreição de Jesus. É o quarto dia da Semana Santa no cristianismo ocidental e o quinto no cristianismo oriental (que conta também o Sábado de Lázaro, anterior ao Domingo de Ramos).

## Narrativa bíblica
Logo depois dos eventos do Domingo de Ramos, o Sinédrio se reuniu e planejou matar Jesus antes da festa da Páscoa Judaica (relatos em Mateus 26:3–5, Marcos 14:1–2 e Lucas 22:1–2). Na quarta-feira antes de sua morte, Jesus estava em Betânia, hospedado na casa de Simão, o Leproso. Enquanto jantavam, uma mulher chamada Maria ungiu a cabeça e os pés de Jesus com um caro óleo de nardo (Mateus 26:8–9, João 12:5 e Marcos 14:4–5). Mas Judas Iscariotes, que cuidava do dinheiro do grupo de Jesus, queria ter utilizado o dinheiro para dar aos pobres (ou para si mesmo, segundo João 12:6). Logo depois do evento, Judas foi até o Sinédrio e ofereceu-se para entregar Jesus em troca de dinheiro e, a partir daí, só lhe faltava encontrar a oportunidade ideal (Mateus 26:14–16, Marcos 14:10–12 e Lucas 22:3–6).

## Cristianismo ocidental

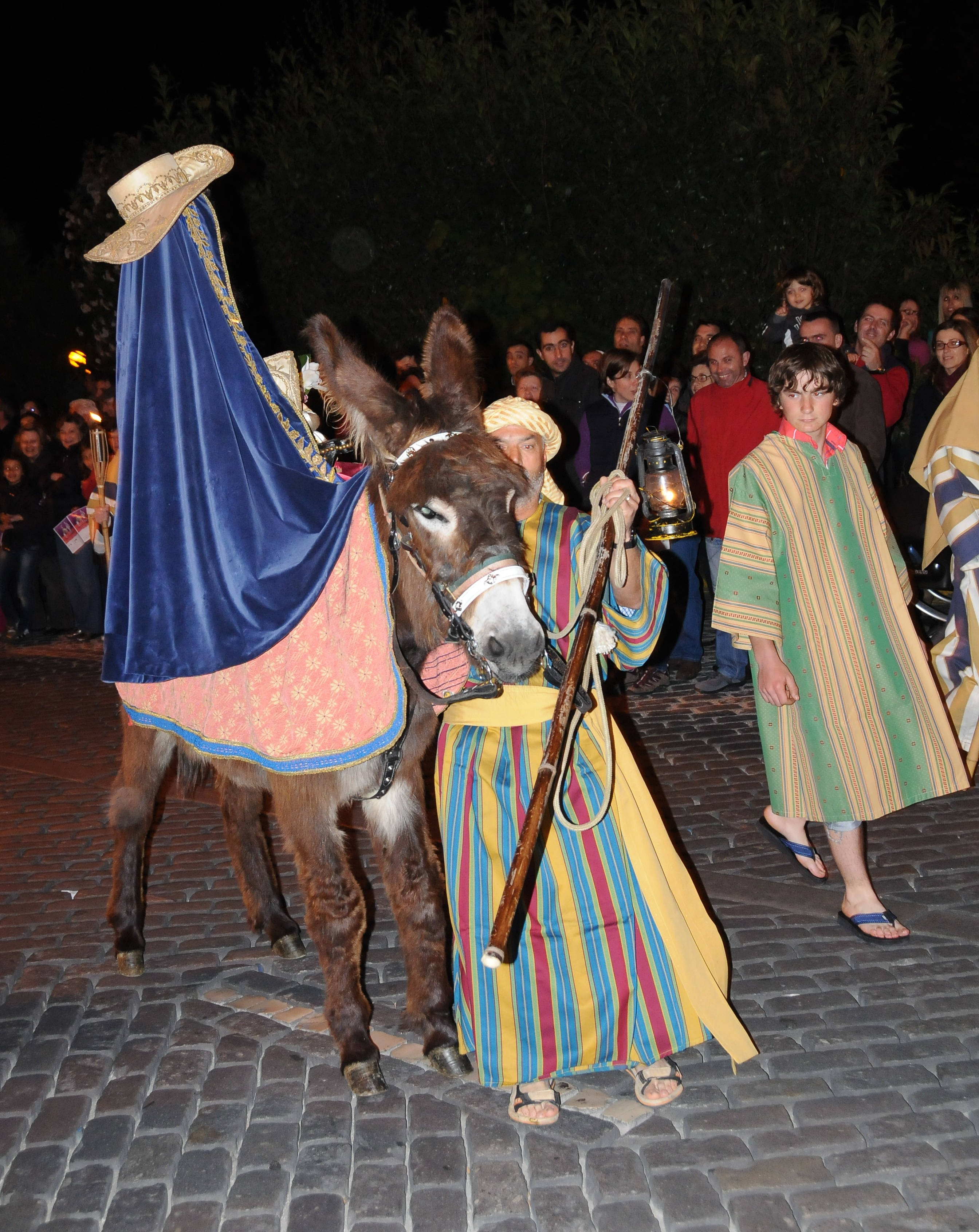
"Procissão da Burrinha" na Quarta-feira Santa em Braga, Portugal.

Embora também seja frequentemente celebrada na Quinta ou na Sexta-feira Santa o Ofício das Trevas ("Tenebrae") acontece nesta data. A palavra "tenebrae" vem do latim e significa "escuridão". Neste serviço, todas as velas da mesa do altar são apagadas gradativamente até que todo a igreja fique escura. Neste momento de trevas, um grande barulho simboliza a morte de Jesus. O "strepitus", como é conhecido o som, provavelmente relembra também o terremoto que se seguiu à morte de Jesus (descrito em Mateus 27:51).

### Cristianismo oriental
Na Igreja Ortodoxa e nas Igrejas Católicas Orientais de rito bizantino este dia é chamado de "Grande e Sagrada Quarta-feira" ou "Grande Quarta-feira". Neste dia são celebrados a pecadora que ungiu Jesus antes da crucificação e sepultamento. Um segundo tema importante é o acordo para trair Jesus feito por Judas Iscariotes.
Na manhã da Quarta-feira Santa é cantado um hino conhecido como "Kassiani", composto no século IX por Santa Kassia e que conta a história da mulher que ungiu Jesus, principalmente sob a perspectiva da mulher. A composição é tão poderosa que é bastante frequente os fieis irem às lágrimas. O canto pode durar até 25 minutos e é, do ponto de vista litúrgico e musical, um dos destaques do ano  inteiro.
Por conta do acordo feito por Judas para trair Jesus neste dia, cristãos ortodoxos praticantes geralmente jejuam nas quartas (e nas sextas) durante o ano todo.

## Teoria da crucificação na quarta-feira
Embora o consenso entre os estudiosos modernos seja de que os relatos no Novo Testamento representam a crucificação como tendo ocorrido numa sexta-feira, um crescente grupo de estudiosos e comentaristas bíblicos defendem que o calendário tradicional da Semana Santa está incorreto e que Jesus teria sido crucificado na quarta e não na sexta-feira. A crucificação na quinta-feira também já foi sugerida.
Os que defendem a Quarta-feira Santa defendem que Mateus 12:38–40 indica que Jesus deveria permanecer morto por "três dias e três noites", o que não seria possível se o evento ocorrer numa sexta-feira (considerando que a ressurreição ocorreu no Domingo de Páscoa). Em outros pontos da Bíblia se reforça que Jesus deveria permanecer morto por este mesmo período, incluindo Marcos 8:31, onde se lê que "era necessário que o Filho do homem ...fosse morto e que depois de três dias ressuscitasse". Em Mateus 27:62–64, os fariseus afirmam que Jesus teria dito que "depois de três dias ressuscitarei". Outros acadêmicos lembraram que a tese ignora nuances do idioma judaico, no qual "dia e noite" podem ser referências a qualquer parte de um período de 24 horas, ignora que a expressão em Mateus é idiomática e não uma afirmação de que Jesus permaneceria 72 horas no túmulo e que as muitas referências à ressurreição no terceiro dia não exigem três noites no sentido literal.
A proximidade da crucificação com o sabá também pode ser um ponto importante da teoria. Marcos 15:42 indica que Jesus foi crucificado na "parasceve (que é véspera do sábado)". Como o sabá semanal ocorre no sábado, presume-se que Jesus foi de fato crucificado numa sexta-feira, mesmo que isso signifique que ele tenha permanecido "morto" por menos de três dias. A Teoria da Crucificação na Quarta-feira Santa reconhece esta discrepância lembrando que no calendário judaico tradicional existem os sabás semanais aos sábados e também sete grandes sabás, chamados também de "Grandes Dias", alguns deles caindo em dias da semana. João 19:31 afirma que o dia do sabá em cuja véspera Jesus foi crucificado era "um grande dia" (em grego: μεγάλη ἡ ἡμέρα).
Os proponentes desta teoria argumentam que este "sabá especial" era a Festa do Pão Ázimo (Pessach), que começava no 15.º dia de Nisan e era precedida por uma refeição pascal no 14.º dia de Nisan. Se Jesus foi crucificado em 30 ou 31 d.C., esta data teria caído justamente numa quarta-feira, com dia seguinte sendo um dos "grandes dias". Se assim for, a crucificação poderia de fato ter ocorrido numa quarta-feira anterior a um sabá, como conta o texto bíblico, e resultaria em Jesus estando "morto" por três dias inteiros.